# Syracuse (Ohio)
Middleport – wieś w Stanach Zjednoczonych, w stanie Ohio, w hrabstwie Meigs.